# Yves Rocard
Yves Rocard   (Gwened, 22 de maig de 1903 - París, 16 de març de 1992) va ser un físic francès.

## Vida i Obra
Nascut el 1903, el seu pare va morir com pilot aeri militar al final de la Primera Guerra Mundial (1918). Va ingressar el 1922 a l'École Normale Supérieure en la qual es va graduar el 1925. Becat per continuar estudis a la universitat de París va obtenir un doctorat en matemàtiques el 1927 i un altre en física el 1928. Els deu anys següents la seva carrera es reparteixen simultàniament entre l'industria privada i l'ensenyament: treballa com enginyer a la Radiotechnique i dona algunes classes al Collège de France. El 1938 és nomenat professor de la universitat de Clermont-Ferrand i l'any següent de la universitat de París, però l'esclat de la Segona Guerra Mundial i la conseqüent ocupació de França pels nazis, fa que ingressi a la Resistència francesa, a la xarxa Cohors-Asturies amb el seu col·lega Jean Cavaillès. Va passar a Anglaterra i, després, a Algèria, on va dirigir un servei d'estudis i recerca de la Marina de la França Lliure.
En acabar la guerra, el 1945 va ser nomenat director del laboratori de física de l'ENS, càrrec que va mantenir fins a la seva jubilació el 1974. Era el pare del polític i primer ministre francès Michel Rocard.
És recordat pels seus treballs en camps com l'electrònica, les oscil·lacions elèctriques i vibracions mecàniques, la millora e invenció de dispositius electrònics, com el pèntode o el radiofar i, sobre tot, per haver estat el gran dinamitzador del laboratori de l'École Normale Supérieure. Durant els darrers anys de la seva vida, el seu prestigi científic es va veure notablement afectat pel seu creixent interès per la radioestèsia, una pràctica entre la magia i la bruixeria.